# Tesla Semi
Tesla Semi – elektryczny samochód ciężarowy produkcji Tesla, Inc., zaprezentowany w 2017 roku. Rozpoczęcie produkcji było zaplanowane na 2021 rok.

## Historia
Tesla po raz pierwszy ogłosiła projekt elektrycznego pojazdu ciężarowego w 2016 roku. W maju 2017 roku Elon Musk zapowiedział, że w prototypie samochodu będą zastosowane baterie Tesli Model 3.
Prototyp pojazdu został zaprezentowany w listopadzie tego samego roku. Przy okazji prezentacji podano niektóre dane dotyczące samochodu. Każde z tylnych kół ma przypisany oddzielny silnik. Według producenta przyspieszenie 0−97 km/h przy braku obciążenia ma wynosić 5 sekund, a z pełnym obciążeniem (36,2 tony) – 20 sekund. Prędkość maksymalna samochodu przy kącie nachylenia 5° to 105 km/h. Podano również zasięg na poziomie 805 km. Kierowca zajmuje w samochodzie stanowisko pośrodku kabiny i ma do dyspozycji dwa monitory. Przy okazji prezentacji Tesla ujawniła również zamiar stworzenia szybkiego systemu ładowania o nazwie Megacharger, pozwalający na naładowanie w pół godziny samochodu do zasięgu 644 km. Produkcję seryjną zapowiedziano na 2019 rok. Ceny Tesly Semi ustalono na poziomie 150 000 – 200 000 dolarów w zależności od zasięgu (odpowiednio 480 i 800 km).
Tuż po premierze zamówienie na samochody złożyły Loblaw i Walmart, a później również m.in. PepsiCo.
W 2020 roku Musk zapowiedział wprowadzenie Semi do produkcji na 2021 rok. Pojazd ma być produkowany w Gigafactory Tesla w Austin. Z racji wielokrotnych opóźnień, Tesla Semi określana jest w mediach jako projektu typu vaporware.

## Projektowana opłacalność transportu
Według strony Tesli koszt przejechania mili to wydatek energetyczny mniej niż 2 kWh. Daje to mniej niż 1,25 kWh na kilometr. Przy średniej cenie prądu w Polsce (2021) na poziomie 0,63 zł/kWh oznacza to koszt przejechania 1 km mniej niż 0,79 złotych, a 100 km mniej niż 78,30 złotego. Według Tesli (wyliczenia prawdopodobnie na rynek amerykański) przeciętna ciężarówka Tesli powinna dać oszczędność ponad 200 000$ (około 768104 złotych), przy projektowanej cenie między 150 000$, a 180 000$ (w zależności od wariantu zasięgu 300 mil, ok. 482 km 576078 złotych i 500 mil ok. 804 km 691293,6 złotych). Dodatkowe oszczędności w niektórych krajach, jak np. Niemczech, to niepłacenie opłat drogowych

## Problemy z produkcją
Opóźnienia w masowej produkcji (2021) Tesli Semi są bezpośrednio związane z popytem na samochody osobowe Tesli. Firma ma problem z wyprodukowaniem wystarczającej liczby baterii/akumulatorów Tesla 4680. Z ekonomicznego punktu widzenia (według Muska) jest to bezsensowne, bo skoro mają zamówienia na samochody zbliżone czy przewyższające moce produkcyjne Tesli 4680 to bardziej opłaca się sprzedawać samochody. Jedna ciężarówka zużywa 5 razy tyle baterii/akumulatorów co samochód, natomiast jest znacznie tańsza niż 5 samochodów Tesli.